# Halectinosoma fimmarchicum
Halectinosoma fimmarchicum är en kräftdjursart som först beskrevs av T. Scott 1903.  Halectinosoma fimmarchicum ingår i släktet Halectinosoma och familjen Ectinosomatidae. Inga underarter finns listade i Catalogue of Life.